# William Claxton
Ne doit pas être confondu avec William F. Claxton ou William Caxton.
William Claxton (12 octobre 1927, Pasadena - 11 octobre 2008, Los Angeles) est un photographe et écrivain américain.

## Biographie
William Claxton grandit à La Canada Flintridge. Sa mère et son frère sont musiciens. Dès son plus jeune âge, il collectionne des albums de jazz et se rend aux concerts de Duke Ellington, à l'Orpheum (en). Il réalise ses premières photographies avec un appareil Brownie. Plus tard, il obtient un diplôme de psychologie à l'Université de Californie à Los Angeles et fait brièvement des études supérieures à l'université Columbia. Il abandonne l'institution peu après, embauché par le producteur et fondateur du label Pacific Jazz Records, Richard Block, en tant que photographe. Plusieurs couvertures du label sont signées William Claxton par la suite.
Il est notamment connu pour son travail sur les artistes de jazz des années 1950 et 1960, dont Chet Baker, Charlie Parker, Dizzy Gillespie, Mel Torme, Duke Ellington, Thelonious Monk et Stan Getz. William Claxton photographie également plusieurs célébrités et mannequins de la jet-set et publie un livre sur l'acteur Steve McQueen.
Il se marie avec l'actrice et mannequin Peggy Moffitt en 1959.
En 1967, il réalise le film Basic Black. La production fait désormais partie de la collection du Museum of Modern Art de New York. En 2003, il reçoit le prix Lucie de photographie de musique.  
Le 11 octobre 2008, William Claxton meurt des suites d'une insuffisance cardiaque, un jour avant son 81e anniversaire.

## Publications
- Jazz, Twelvetrees, 1987 (ISBN 978-0942642285)
- Young Chet, teNeues, 1999 (ISBN 978-3823899662)
- laxography, Claxography: The Art of Jazz Photography, 1999 (ISBN 978-3926048677)
- Steve McQueen, Taschen, 2005 (ISBN 978-3822830666)
- Jazzlife, Taschen, 2008 (ISBN 978-3836503914)